# دارکستپ
دارک استپ (به انگلیسی: Darkstep) زیرسبکی از درام اند بیس است که از درهم آمیختن عناصر درام اند بیس تاریک با بریک بیت تمپو بالا و نویزهای امبینت پدید می‌آید. (همانند مشخصه‌های نیوروفانک) دارک استپ معمولاً در گام کروماتیک ساخته می‌شود و صداهایی که از بریک بیت به عاریت گرفته شده‌اند و نامنظم و خارج از الگوی اصلی زمان‌بندی هستند، به گونهٔ برجسته‌ای نمود پیدا می‌کنند. دارک استپ از تک استپ می‌آید، درحالیکه نیوروفانک بر نمای صوتی علمی-تخیلی و ساختار بسیار تمیز متکی است. این سبک از بیس‌لاین‌های سنتی دههٔ ۱۹۹۰ مانند «ریس بیس» و نماهای صوتی همانند درام فیل‌های تصادفی و دیستورت شده و الگوهای درام بیش از حد دیستورت شده‌استفاده می‌کند. بر خلاف نظر اجتماع بریک‌کور آمریکایی "darkstep.org"، این سبک احتیاجی به "عنوان قطعهٔ ترسناک" و "آمن بریک" ندارد.